# Fushë-Krujë
Fushë-Krujë est une commune d'Albanie, intégrée depuis 2015 à la municipalité de Krujë. En 2011, la municipalité comptait 18 477 habitants.

## Personnalités
- Sherif Kallaku (1998-), footballeur albanais, est né à Fushë-Krujë.